# Domașnea (gmina)
Gmina Domașnea – gmina w okręgu Caraș-Severin w zachodniej Rumunii. Zamieszkuje ją 1402 osób. W skład gminy wchodzą dwie miejscowości Cănicea i Domașnea. 